# Ancula gibbosa
Ancula gibbosa är en snäckart som först beskrevs av Risso 1818.  Ancula gibbosa ingår i släktet Ancula och familjen Goniodorididae. Arten är reproducerande i Sverige. Inga underarter finns listade i Catalogue of Life.